# Ромен Галл
Ромен Галл (англ. Romain Gall; нар. 31 січня 1995, Париж) — американський футболіст, півзахисник, нападник.
Виступав, зокрема, за клуби «Лор'ян», «Коламбус Крю» та «Сундсвалль», а також національну збірну США.

## Клубна кар'єра
Народився 31 січня 1995 року в місті Париж. Вихованець юнацьких команд футбольних клубів «Ді Сі Юнайтед», «Реал Солт-Лейк» та «Лор'ян».
У дорослому футболі дебютував 2013 року виступами за другу команду клубу «Лор'ян», в якій провів один сезон, взявши участь у 7 матчах чемпіонату. 
Своєю грою за цю команду привернув увагу представників тренерського штабу клубу «Коламбус Крю», до складу якого приєднався 2014 року. Відіграв за команду з Колумбуса наступний сезон своєї ігрової кар'єри.
Згодом з 2015 по 2016 рік грав у складі команд клубів «Остін Ацтекс» та «Нючепінг».
У 2017 році уклав контракт з клубом «Сундсвалль», у складі якого провів наступний рік своєї кар'єри гравця. Більшість часу, проведеного у складі «ГІФ Сундсвалль», був основним гравцем команди.
До складу клубу «Мальме» приєднався 2018 року. Станом на 30 жовтня 2022 року відіграв за команду з Мальме 31 матч в національному чемпіонаті.
У 2023 році захищав кольори сербського клубу «Младост» (Новий Сад).

## Виступи за збірні
У 2013 році дебютував у складі юнацької збірної США (U-18), загалом на юнацькому рівні взяв участь у 4 іграх, відзначившись 4 забитими голами.
Протягом 2014–2015 років залучався до складу молодіжної збірної США. На молодіжному рівні зіграв у 25 офіційних матчах, забив 13 голів.
У 2018 році дебютував в офіційних матчах у складі національної збірної США.
| Дата       | Місто | Господарі | Результат | Гості | Турнір           | Голи | Примітки |
| ---------- | ----- | --------- | --------- | ----- | ---------------- | ---- | -------- |
| 20-11-2018 | Генк  | Італія    | 1 – 0     | США   | товариський матч | -    | 83'      |
| Усього     |       | Матчів    | 1         |       | Голів            | 0    |          |

## Титули і досягнення
- Чемпіон Швеції (1):

«Мальме»: 2021
- Володар Кубка Швеції (1):

«Мальме»: 2021-22